# Organización municipal de la provincia de Tucumán
En la provincia de Tucumán en Argentina el régimen municipal es ejercido por gobiernos locales denominados municipios. Existen también gobiernos locales que no tienen esa categoría y son llamados comunas rurales.

## Los municipios en la Constitución de la Nación Argentina
La organización municipal estuvo contemplada en la Constitución de la Nación Argentina desde su primera promulgación el 1 de mayo de 1853, expresando en su artículo 5 que cada provincia debía dictar una constitución que asegurara su régimen municipal. Sin embargo, no estaba claro si los municipios debían ser autónomos o autárquicos hasta la sentencia del 21 de marzo de 1989 de la Corte Suprema de Justicia de la Nación Argentina (Caso Rivademar), que interpretó que los municipios eran constitucionalmente autónomos.
Esta sentencia fue contemplada en la reforma de la Constitución de la Nación Argentina según el texto sancionado el 22 de agosto de 1994:

Art. 123. Cada provincia dicta su propia Constitución, conforme a lo dispuesto por el Art. 5 asegurando la autonomía municipal y reglando su alcance y contenido en el orden institucional, político, administrativo, económico y financiero.

## Los municipios y comunas rurales en la Constitución de la provincia de Tucumán
La Constitución de la Provincia de Tucumán reformada el 6 de junio de 2006, establece respecto del régimen municipal:

Art. 67. Corresponde al Poder Legislativo: (...) 19.º) Dictar las normas relacionadas con el régimen municipal, según las bases establecidas en esta Constitución (...)

Art. 132. En cada municipio los intereses comunitarios de carácter local serán confiados a la administración de un número de vecinos elegidos directamente por el pueblo, que funcionará con un departamento Ejecutivo y un Concejo Deliberante.

Esta Constitución consagra la autonomía política, administrativa, económica, financiera e institucional de los municipios. Podrán dictar su Carta Orgánica mediante una Convención convocada por el Intendente en virtud de una norma dictada por la Legislatura (...)

La Provincia no podrá vulnerar la autonomía que por esta Constitución se consagra, ni limitar las potestades que para asegurar la misma se confiere. La ley establecerá las categorías de municipios y las condiciones para su erección, los que sólo podrán establecerse en los centros urbanos. Podrá incluirse en los municipios una extensión urbana y adscribirse un área de proyección rural:

1) La extensión urbana podrá abarcar concentraciones de poblaciones que, aunque en discontinuidad edilicia con el centro, se encuentren funcionalmente vinculadas a éste, en homogeneidad de intereses locales y con derecho a recibir los mismos servicios. Bajo igual condición quedará incluido el espacio de discontinuidad conforme a la ley.

2) El área de proyección rural abarca el territorio al cual el municipio preste los servicios esenciales o en los que se prevea un crecimiento poblacional o urbanístico del propio municipio y de las poblaciones aledañas que podrán integrar el ejido municipal. Sus límites y extensión serán fijados, en cada caso, por ley.

3) En el área de proyección rural y en el resto de la Provincia, la ley podrá autorizar al Poder Ejecutivo a erigir comunas en los centros urbanos que no alcancen la categoría de municipio. Cada comuna será administrada por un Comisionado elegido directamente por el pueblo de la misma de entre sus propios vecinos (...)

Art. 133. El Departamento Ejecutivo estará a cargo de un Intendente elegido directamente por el pueblo a simple pluralidad de sufragios (...)
 El Concejo Deliberante estará compuesto por un número de miembros establecidos por ley, conforme a la categoría de cada municipio (...)

Art. 139. Las municipalidades son autónomas en el ejercicio de sus funciones. Sus resoluciones, dentro de la esfera de sus atribuciones, no pueden ser revocadas por otras autoridades administrativas y se comunican a la Legislatura por vía del Poder Ejecutivo.

Disposiciones transitorias:

Art. 165. La ley reglamentaria a que se refiere el Artículo 132, segundo párrafo, deberá ser aprobada antes de la finalización del segundo período de sesiones ordinarias, correspondiente al año 2007.

Sin embargo, a septiembre de 2020 la legislatura provincial aún no ha sancionado una ley que regle las convenciones municipales, por lo que ningún municipio ha podido sancionar una carta orgánica.

### Alcance de la autonomía institucional
La Constitución de la Provincia de Tucumán establece que todos los municipios pueden obtener la autonomía institucional mediante la sanción de una carta orgánica, pero delega en la Legislatura la reglamentación de las convenciones municipales. La constitución establece que los municipios con carta orgánica deben tener un gobierno de elección popular compuesto por un departamento ejecutivo a cargo de un intendente, y de un concejo deliberante. Este último debe estar integrado por un número de concejales determinado por ley.

## Ley n.º 5529Régimen Orgánico de Municipalidades
La ley n.º 5529 Régimen Orgánico de Municipalidades fue sancionada el 5 de septiembre de 1983, reformada varias veces y consolidada en digesto por ley n.º 8240 de 2010. Establece:

Art. 1. Los intereses morales y materiales de carácter local serán confiados a la Administración de un número de vecinos que serán elegidos de acuerdo a la presente ley, los que formarán un cuerpo autárquico denominado Municipalidad.

Art. 2. Para el establecimiento de Municipalidades en la Provincia son requisitos esenciales la existencia de una planta urbana, con un centro urbano que contenga como mínimo una población permanente de 5.000 habitantes dentro de una superficie no mayor de 250 hectáreas y que el mismo esté formado por propiedades privadas cuyo número no baje de 300.

El Municipio podrá comprender además, una extensión urbana y un área de proyección territorial.

La extensión urbana, en su caso, deberá cumplir con los siguientes requisitos:
 
a) Integración físico-funcional con el centro, que asegure la continuidad espacial de la trama urbana originada en el mismo, admitiéndose excepcionalmente una discontinuidad cuando la interrupción no exceda de medio kilómetro (500 m) y

b) Vinculación físico-natural con el centro Urbano.

La zona de proyección territorial en ningún caso podrá exceder el óctuple (ocho veces) de la superficie del centro y su extensión urbana.

Art. 3. La categorización de cada uno de los Municipios del Interior se efectuará por ley. Serán de primera categoría las Municipalidades que tengan una población permanente de más de 40.000 habitantes y propiedades privadas cuyo número no sea inferior a 7.500. Serán de segunda categoría aquellas cuya población permanente excedan los 8.000 habitantes y tengan más de 4.000 propiedades privadas.

Art. 4. La creación de toda nueva municipalidad será hecha por ley especial en la que se determinarán los límites y la categoría de la misma.

Art. 13. El Concejo Deliberante se compondrá de dieciocho (18) miembros en la Municipalidad de la capital y de doce (12), diez (10) y seis (6) miembros según se trate de municipios de primera, segunda o tercera categoría respectivamente.

## Ley deComunas Ruralesn.º 7350
La ley n.º 7350 de Comunas Rurales fue sancionada el 21 de enero de 2004, reformada varias veces y consolidada en 2010. Establece:

Art. 1. Las Comunidades del interior de la Provincia con más de quinientos (500) habitantes, y en tanto no alcancen la categoría de Municipios, serán administradas por un organismo denominado Comuna Rural.

Art. 2. Las Ley determinará la creación, denominación y jurisdicción, como así también la fusión de dos (2) o más jurisdicciones comunales (...)

Art. 4. Las Comunas Rurales serán dirigidas, administradas y representadas legalmente por un funcionario denominado Comisionado Comunal, elegido directamente por el pueblo, de entre sus propios vecinos (...)

## Otras disposiciones
La ley n.º 5530 sancionada el 20 de abril de 1993, reformada luego y consolidada en 2010, establece la categoría y los límites territoriales de los municipios de Tucumán.

Artículo 1º.- Establécese para cada uno de los Municipios del Interior, de conformidad a la Ley Orgánica respectiva, las categorías siguientes:
- Primera categoría: Banda del Río Salí, Concepción y Tafí Viejo.
 -Segunda categoría: Monteros, Famaillá, Yerba Buena, Aguilares, Juan Bautista Alberdi, Lules, Bella Vista, Simoca, Las Talitas y Alderetes.
 - Tercera categoría: Burruyacú, Graneros, Tafí del Valle, La Cocha y Trancas.

La ley n.º 6450 sancionada el 7 de septiembre de 1983 y reformada varias veces, establece que a solo fin de la elección de comisionados comunales se establecen jurisdicciones electorales que abarquen uno o más circuitos electorales aunque no se correspondan completamente con los límites de las comunas rurales.
La provincia de Tucumán no ha establecido el sistema de ejidos colindantes, por lo que existen áreas que no pertenecen a ninguna jurisdicción de municipios ni comunas rurales. Suman unos 900 km² en 8 departamentos.